# Praproče, Dobrova - Polhov Gradec
Praproče je naselje v Občini Dobrova-Polhov Gradec.